# Rhadinomphax
Rhadinomphax là một chi bướm đêm thuộc họ Geometridae.